# Refugio nacional de vida silvestre Tamarindo
El Refugio nacional de vida silvestre Tamarindo es un área protegida de Costa Rica que es a la vez refugio de vida silvestre y sitio Ramsar. Se encuentra en la provincia de Guanacaste, en el estuario de Tamarindo, en la boca del río Matapalo. Los manglares del estuario sirven de frontera natural entre Tamarindo y Playa Grande, y sus canales albergan águilas pescadoras, garzas, martines pescadores, monos aulladores y coatíes. El refugio se combina con el Parque nacional marino Las Baulas para proteger uno de los mayores sitios de puesta del mundo de las tortugas laúd en Playa Grande.

## Sitio Ramsar
Tamarindo se crea como sitio Ramsar (número 610) en 1993, en las coordenadas 10°19′N 85°49′W, y con 500 hectáreas para proteger un área costera bajo influencia de las mareas, con humedales salinos permanentes sujetos a la estación de las lluvias. El 80 por ciento de la zona es un bosque de manglares, de los que el 75 por ciento es manglar rojo. Hay un gran número de aves acuáticas, y entre los reptiles figuran la iguana y dos especies de cocodrilos.